# Рей
Вижте пояснителната страница за други значения на Рей.
Рей (на персийски: ری) е град в северен Иран, административен център на шахрестана Рей в провинция Техеран. Населението му е около 250 000 души (1996).
Разположен е на 1058 m надморска височина в Иранското плато. Селището възниква в началото на VI хилядолетие пр.н.е., по-късно е столица на Мидия под името Рага. През 921 г. ибн Фадлан посещава град Ар-Рай и прекарва там единадесет дни по време на описаното от него пътешествие до Волжка България.
Днес Рей е южно предградие на Техеран, разположено на 10 km от центъра на града.